# Tomé Hernandez
Pour les articles homonymes, voir Hernandez.
Tomé Hernandez, né à Badajoz en 1548 et mort à Lima le 21 mars 1621, est un militaire espagnol, un des dix-huit survivants de la mission de Pedro Sarmiento dans le détroit de Magellan.

## Biographie

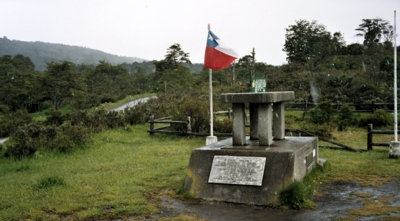
Stèle sur le site de Puerto del Hambre.

L'amiral Pedro Sarmiento de Gamboa, parti du Pérou le 11 octobre 1579, a pour objectif de se rendre à Séville par le détroit de Magellan. Il sera le premier à le parcourir d'ouest en est. Puis sur les ordres de Philippe II, Gamboa repart de Cadix avec 15 navires et 3 000 militaires et civils vers le détroit afin de le fortifier et d'y installer une colonie. À la suite de nombreux déboires (naufrages, mutinerie, pertes humaines…) il arrive avec seulement 8 navires le 2 février 1584. Il installe un campement qu'il nomme la Colonia del nombre de Jesús situé près du cap Virgenes, à la pointe nord de l'entrée orientale du détroit, avec 183 soldats, 68 hommes, 13 femmes et 11 enfants. Mais l'endroit est estimé peu sûr et Gamboa décide d'un nouveau camp fortifié, la Ciudad del Rey Don Felipe, situé plus à l'ouest dans le détroit, au sud de l'actuelle ville de Punta Arenas. Quelque temps plus tard cette colonie ne peut survivre à la rigueur du climat inhospitalier, à la malnutrition, à l'impossibilité de cultiver la terre. Le désespoir, les maladies et le manque d'appui de la métropole espagnole achève la ruine du peuplement.
Quelques années plus tard, en 1587, Tomé Hernandez est recueilli à Port Famine (nom donné au lieu par Cavendish) avec dix-huit autres compagnons par Thomas Cavendish. En 1620, unique survivant de cette tentative de colonisation du détroit de Magellan, il est invité à témoigner sur ordre du vice-roi du Pérou. Il meurt l'année suivante.
Jules Verne le mentionne dans le chapitre III de son roman En Magellanie où il le nomme par erreur « Hernando » mais écrit qu'il est l'unique survivant de la mission Pedro Sarmiento, confondant vraisemblablement avec le fait qu'il est le dernier en réalité à pouvoir en témoigner.
Son rôle est joué par Jorge Becker dans la mini-série espagnole Puerto Hombre en 2015.